# Pascoag
Pascoag es un lugar designado por el censo ubicado en el condado de Providence, Rhode Island, Estados Unidos. Según el censo de 2020, tiene una población de 4,641 habitantes.

## Geografía
Pascoag está ubicado en las coordenadas 41°57′27″N 71°42′21″O / 41.95750, -71.70583. Según la Oficina del Censo, la localidad tiene un área total de 14.41 km², de la cual 13.13 km² es tierra y 1.28 km² es agua.

## Demografía
Según la Oficina del Censo en 2000 los ingresos medios por hogar en la localidad eran de $48,778, y los ingresos medios por familia eran $54,391. Los hombres tenían unos ingresos medios de $37,957 frente a los $27,241 para las mujeres. La renta per cápita para la localidad era de $20,322. Alrededor del 9% de la población estaban por debajo del umbral de pobreza.